# Katell Alençon
Katell Alençon, née le 9 octobre 1986, est une cycliste paralympique française qui participe à des compétitions cyclistes internationales sur route. Elle est médaillée d'argent au niveau mondial et double championne d'Europe. Elle a participé aux Jeux paralympiques d'été de 2016 et 2020. Elle court pour Cofidis et Handisport Brest,.

## Carrière
Katell Alençon s'intéresse au cyclisme dès son plus jeune âge. Elle rejoint son premier club en 2001. En 2011, âgée de 25 ans, elle chute de vélo en descendant de son vélo après une séance d'entraînement et se fait une grave entorse à la cheville, elle doit se déplacer en fauteuil roulant pendant cinq ans. Elle subit des complications et des douleurs extrêmes après sa blessure et est amputée du tibia droit en 2011. 
Elle découvre le cyclisme paralympique en regardant le cyclisme aux Jeux paralympiques d'été de 2012. Elle commence sa carrière cycliste paralympique en 2014 et a concouru pour la France aux Jeux paralympiques d'été de 2016,,.
Entre autres, en 2022, elle obtient la médaille d'or sur la course en ligne et sur le contre-la-montre des Championnats parasportifs européens en Haute-Autriche, en catégorie C4 . Puis en 2023, elle prend la médaille d'argent sur la course en ligne et sur le contre-la-montre des championnats d'Europe, toujours en catégorie C4. L'année suivante, en 2024, à la suite de blessures, elle ne peut être sélectionnée pour les Jeux paralympiques par manque de quotas. Puis, elle remporte la médaille de bronze sur ces deux mêmes épreuves lors des championnats du monde.